# Freddie Francis

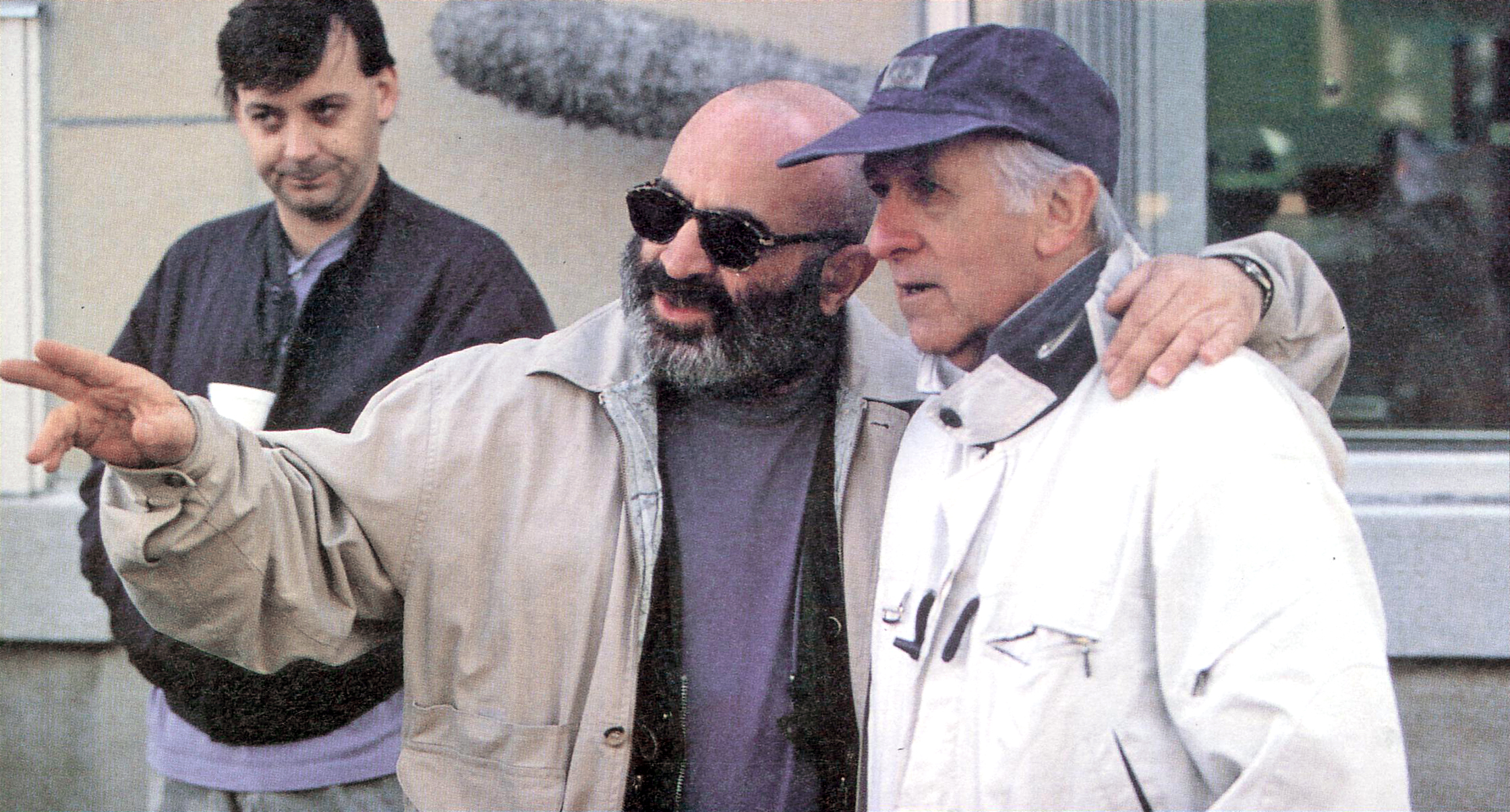
Freddie Francis (rechts) mit Bob Hoskins bei den Dreharbeiten zu Rainbow (1996)

Frederick William „Freddie“ Francis (* 22. Dezember 1917 in London, England; † 17. März 2007 in Isleworth, Middlesex, England) war ein britischer Kameramann und Filmregisseur. Francis gilt als einer der bedeutendsten Kameramänner der Filmgeschichte. Er gewann zwei Oscars für seine Kameraarbeit in den Filmen Söhne und Liebhaber und Glory und ist damit einer der wenigen Kameramänner, die für Filme in Schwarzweiß und Farbe ausgezeichnet wurden. Als Regisseur drehte er vor allem Horrorfilme für die Hammer Studios und deren „Konkurrenzfirma“ Amicus Productions.

## Leben
Frederick „Freddy“ Francis verließ die Schule mit 16 Jahren und machte eine Lehre bei einem Fotografen, der Standbilder für Filmproduktionen anfertigte. Sein Interesse war geweckt und er blieb beim Film. In seinen sieben Jahren bei der Armee (1939–1946) arbeitete er in einer Spezialeinheit, die Propagandafilme herstellte.
Von 1946 bis 1956 arbeitete er als Kameraassistent, neunmal für Christopher Challis und fünfmal für Oswald Morris. So war er unter anderem an den John-Huston-Filmen Schach dem Teufel (1953, Beat the Devil) und Moby Dick (1956) beteiligt. Als Chefkameramann arbeitete er dann mit den maßgeblichen Regisseuren des Free Cinema zusammen: Joseph Losey, Karel Reisz, Jack Cardiff und Jack Clayton. Für diese Filme arbeitete er in einem strengen und kontrastreichen Schwarzweißstil. Damals schrieb die einflussreiche Filmkritikerin Pauline Kael: „Bei jedem britischen Film, der letztes Jahr herauskam und das Betrachten wert war, war Francis hinter der Kamera.“
Ab 1962 drehte Francis als Regisseur für die nächsten knapp 20 Jahre Horrorfilme und Psychothriller mit geringem Budget, „keine großen, aber handwerklich stets einwandfreie Werke“, bei denen er versuchte, stilistisch dem Vorbild James Whale nachzueifern. Ironischerweise hatte Francis für das Genre selber wenig Sympathie; er sagte sogar, dass er privat nie Horrorfilme schaue. Francis drehte auch einen Film der deutschen Edgar-Wallace-Serie (Das Verrätertor, 1964). Den Erfolg seiner Filme führte er darauf zurück, dass sie „zu 99 % visuell sind […] Die meisten meiner Filme, diese sogenannten Psychothriller, hängen von der Fähigkeit des Regisseurs ab, eine Geschichte mit der Kamera zu erzählen.“
Francis’ Sohn aus erster Ehe (mit Gladys Dorrell) Kevin Francis (* 1949) gründete in den 70er Jahren die Filmfirma Tyburn Film, für die Freddie Francis ebenfalls einige Horrorfilme inszenierte. Mit seiner zweiten Frau Pamela Mann-Francis hatte er zwei weitere Kinder.
Nach 18 Jahren kehrte Francis mit Der Elefantenmensch (1980, The Elephant Man) von David Lynch zur Kameraarbeit zurück. Der in Schwarzweiß und Cinemascope gedrehte Film „hat einen besonders ‚historisch‘ wirkenden Look. Die Hell- und Dunkelbereiche sind beide sehr extrem, das Licht ist weich, oft verschwinden Hintergründe in einem diffus überstrahlten Raum.“ 1984 arbeitete er erneut mit David Lynch bei Der Wüstenplanet (Dune) zusammen. Für Glory (1989) erhielt er seinen zweiten Oscar. Der im Amerikanischen Bürgerkrieg spielende Film ist fast ausschließlich in verwaschenen Blau- und Grautönen gehalten, den Farben der sich bekriegenden Nord- und Südstaaten.
1991 engagierte Martin Scorsese Francis für seinen Film Kap der Angst (1991, Cape Fear). Scorsese begründete seine Wahl folgendermaßen: „Ausschlaggebend war Freddies Verständnis für das Konzept der unheimlichen Stimmung […] Er versteht diese typische Szene der jungen Frau mit der Kerze, die durch einen langen Flur auf eine Tür zugeht. ‚Geh nicht durch diese Tür!‘, ruft man ihr zu, und sie geht doch hinein! Jedes mal geht sie hinein! Also sage ich zu ihm: ‚Das muss aussehen wie die Flurszene‘, und er versteht, was ich meine.“
Eine wahre Geschichte – The Straight Story, seine dritte Zusammenarbeit mit David Lynch, war Francis’ letzter Film. Er starb 2007.
Francis war von 2000 bis 2002 Präsident der British Society of Cinematographers. Eines der drei Stipendien, die die Vereinigung vergibt, ist nach ihm benannt (die anderen beiden tragen die Namen von Freddie Young und Oswald Morris).

## Zitate von Freddie Francis
„Es macht mir viel Spaß als Kameramann zu arbeiten, aber Regie zu führen ist natürlich interessanter. Ein Nachteil an der Arbeit als Kameramann in Großbritannien ist die Bezahlung, wegen der man die ganze Zeit arbeiten muss und oft mit Leuten, die einen, ehrlich gesagt, nicht gerade begeistern. Als ich die Gelegenheit bekam Regie zu führen, entschied ich mich es zu versuchen, und falls es mir nicht gefiele, nun, dann wäre das mein eigenes Problem und niemandes sonst. Aber grundsätzlich liebe ich es Filme zu machen.“

„Ich drehe immer noch in Schwarzweiß, aber natürlich wird der Film farbig, wenn ich Farbfilm verwende. Ich weiß, dass das wie ein Witz klingt […] aber ich ziehe es vor, in den Begriffen Licht und Form zu denken und nicht in dem der Farbe.“

„Jeder kann einen Film fotografieren – man schaltet einfach die Lichter an und nimmt auf. Ich will die Herausforderung, für den Regisseur eine bestimmte Atmosphäre zu erschaffen und den richtigen Ausschnitt zu finden.“

## Auszeichnungen
- 1960: Söhne und Liebhaber (Sons and Lovers): Preis der British Society of Cinematographers; Oscar für Söhne und Liebhaber
- 1973: Geschichten aus der Gruft (Tales from the Crypt): British Fantasy Award als bester Film
- 1980: Der Elefantenmensch (The Elephant Man): Nominierung für den British Academy Film Award, den Preis der British Society of Cinematographers und London Critics Circle Film Award
- 1981: Die Geliebte des französischen Leutnants (The French Lieutenant’s Woman): Preis der British Society of Cinematographers; Nominierung für den British Academy Film Award
- 1988: International Achievement Award der American Society of Cinematographers
- 1989: Glory: Nominierungen für den British Academy Film Award, den Preis der British Society of Cinematographers; Oscar
- 1993: Cape Fear (Cape Fear): Nominierung für den British Academy Film Award
- 1993: Special Achievement Award der London Critics Circle Film Awards
- 1997: Lifetime Achievement Awards der British Society of Cinematographers und der Empire Awards
- 1999: Eine wahre Geschichte – The Straight Story: Nominierung für den Camerimage-Preis; New York Film Critics Circle Award
- 2000: Lifetime Achievement Award der Evening Standard British Film Awards
- 2002: Camerimage-Lifetime Achievement Award

## Filmografie (Auswahl)

### Kamera
- 1947: Die Affäre Macomber (The Macomber Affair)
- 1950: Die schwarze Füchsin (Gone to Earth)
- 1956: An vorderster Front (A Hill in Korea)
- 1957: In letzter Stunde (Time Without Pity)
- 1958: Der Weg nach oben (Room at the Top)
- 1960: Söhne und Liebhaber (Sons and Lovers)
- 1960: Samstagnacht bis Sonntagmorgen (Saturday Night and Sunday Morning)
- 1961: Schloss des Schreckens (The Innocents)
- 1980: Der Elefantenmensch (The Elephant Man)
- 1981: Die Geliebte des französischen Leutnants (The French Lieutenant’s Woman)
- 1984: Der Wüstenplanet (Dune)
- 1984: Memed, mein Falke (Memed My Hawk)
- 1989: Brenda Starr
- 1989: Glory
- 1989: Ninas Alibi (Her Alibi)
- 1990: Stauffenberg – Verschwörung gegen Hitler (The Plot to Kill Hitler)
- 1991: Der Mann im Mond (The Man in the Moon)
- 1991: Kap der Angst (Cape Fear)
- 1994: Prinzessin Caraboo (Princess Caraboo)
- 1999: Eine wahre Geschichte – The Straight Story (The Straight Story)

### Regie
- 1962: Ein Toter sucht seinen Mörder (The Brain)
- 1963: Haus des Grauens (Paranoiac)
- 1964: Der Satan mit den langen Wimpern (Nightmare)
- 1964: Das Verrätertor
- 1964: Frankensteins Ungeheuer (The Evil of Frankenstein)
- 1965: Die Todeskarten des Dr. Schreck (Dr. Terror’s House of Horrors)
- 1965: Hysteria
- 1965: Der Schädel des Marquis de Sade (The Skull)
- 1966: Der Puppenmörder (The Psychopath)
- 1966: Die tödlichen Bienen (The Deadly Bees)
- 1967: Der Foltergarten des Dr. Diabolo (Torture Garden)
- 1967: Sie kamen von jenseits des Weltraums (They Came from Beyond Space)
- 1968: Draculas Rückkehr (Dracula Has Risen from the Grave)
- 1969: Das Ungeheuer (The Trog)
- 1970: Gebissen wird nur nachts – das Happening der Vampire
- 1971: Mord nach Art des Hauses (Mumsy, Nanny, Sonny & Girly)
- 1972: Geschichten aus der Gruft (Tales from the Crypt)
- 1973: Nachts, wenn das Skelett erwacht (The Creeping Flesh)
- 1974: Dämon des Grauens (Craze)
- 1974: Son of Dracula
- 1975: Der Ghul (The Ghoul)
- 1975: Die Legende vom Werwolf (Legend of the Werewolf)
- 1985: The Doctor and the Devils
- 1989: Hochhaus des Schreckens (Dark Tower)
- 1996: Geschichten aus der Gruft (Tales from the Crypt)